# Championnats du monde d'haltérophilie 2024
Navigation
Édition précédente Édition suivante
La 89e édition des Championnats du monde d'haltérophilie se déroule à Manama (Bahreïn) du 4 décembre au 14 décembre 2024.
En concurrence avec Erevan et Tirana, Manama a été choisi comme pays hôte pour avoir notamment accueilli en 2022 les championnats d’Asie.

## Résultats

### Hommes
| Épreuve     | Or                     | Or        | Argent                     | Argent | Bronze                     | Bronze     |
| ----------- | ---------------------- | --------- | -------------------------- | ------ | -------------------------- | ---------- |
| 55 kg       |                        |           |                            |        |                            |            |
| Arraché     | Thiago Silva           | 121 kg    | Yang Yang                  | 120 kg | Natthawat Chomchuen        | 120 kg     |
| Épaulé-jeté | Pang Un-chol           | 154 kg    | Natthawat Chomchuen        | 153 kg | Thiago Silva               | 148 kg     |
| Total       | Natthawat Chomchuen    | 273 kg    | Thiago Silva               | 269 kg | Fernando Agad              | 263 kg     |
| 61 kg       |                        |           |                            |        |                            |            |
| Arraché     | Pak Myong-jin          | 132 kg    | Nguyễn Trần Anh Tuấn       | 131 kg | Garnik Cholakyan           | 130 kg     |
| Épaulé-jeté | Pak Myong-jin          | 173 kg    | Aniq Kasdan                | 166 kg | Wei Haixian                | kg         |
| Total       | Pak Myong-jin          | 305 kg    | Aniq Kasdan                | 296 kg | Nguyễn Trần Anh Tuấn       | 291 kg     |
| 67 kg       |                        |           |                            |        |                            |            |
| Arraché     | Pak Pyol               | 150 kg    | Zheng Xinhao               | 148 kg | Kaan Kahriman              | 148 kg WJR |
| Épaulé-jeté | Ri Won-ju              | 190 kg WR | Pak Pyol                   | 182 kg | Yusuf Fehmi Genç           | 181 kg     |
| Total       | Ri Won-ju              | 336 kg    | Pak Pyol                   | 332 kg | Yusuf Fehmi Genç           | 327 kg     |
| 73 kg       |                        |           |                            |        |                            |            |
| Arraché     | Edwin Lagarejo         | 155 kg    | Bunýad Raşidow             | 154 kg | Roberto Gutu               | 154 kg     |
| Épaulé-jeté | Ri Ryong-hyon          | 197 kg    | Lee Sang-yeon              | 191 kg | Rizki Juniansyah           | 190 kg     |
| Total       | Ri Ryong-hyon          | 349 kg    | Rizki Juniansyah           | 340 kg | Zhong Zhiguang             | 336 kg     |
| 81 kg       |                        |           |                            |        |                            |            |
| Arraché     | Ri Chong-song          | 166 kg    | Mukhammadkodir Toshtemirov | 165 kg | Alexey Churkin             | 164 kg     |
| Épaulé-jeté | Ri Chong-song          | 205 kg    | Alexey Churkin             | 204 kg | Son Hyeon-ho               | 197 kg     |
| Total       | Ri Chong-song          | 371 kg    | Alexey Churkin             | 368 kg | Mukhammadkodir Toshtemirov | 355 kg     |
| 89 kg       |                        |           |                            |        |                            |            |
| Arraché     | Karlos Nasar           | 183 kg WR | Marin Robu                 | 173 kg | Sarvarbek Zafarjonov       | 171 kg     |
| Épaulé-jeté | Karlos Nasar           | 222 kg    | Ro Kwang-ryol              | 218 kg | Pan Yunhua                 | 208 kg     |
| Total       | Karlos Nasar           | 405 kg WR | Ro Kwang-ryol              | 380 kg | Marin Robu                 | 379 kg     |
| 96 kg       |                        |           |                            |        |                            |            |
| Arraché     | Revaz Davitadze        | 177 kg    | Alireza Moeini             | 176 kg | Qian Feixiang              | 175 kg     |
| Épaulé-jeté | Won Jong-beom          | 214 kg    | Nurgissa Adiletuly         | 214 kg | Ali Alipour                | 214 kg     |
| Total       | Nurgissa Adiletuly     | 388 kg    | Revaz Davitadze            | 387 kg | Ali Alipour                | 387 kg     |
| 102 kg      |                        |           |                            |        |                            |            |
| Arraché     | Marcos Ruiz            | 183 kg    | Aymen Bacha                | 183 kg | Döwranbek Hasanbaýew       | 182 kg     |
| Épaulé-jeté | Artyom Antropov        | 230 kg    | Fares El-Bakh              | 225 kg | Jhonatan Rivas             | 213 kg     |
| Total       | Artyom Antropov        | 400 kg    | Fares El-Bakh              | 399 kg | Marcos Ruiz                | 395 kg     |
| 109 kg      |                        |           |                            |        |                            |            |
| Arraché     | Sharofiddin Amriddinov | 184 kg    | Garik Karapetyan           | 183 kg | Mehdi Karami               | 183 kg     |
| Épaulé-jeté | Ruslan Nurudinov       | 242 kg WR | Dadash Dadashbayli         | 221 kg | Salwan Al-Aifuri           | 220 kg     |
| Total       | Ruslan Nurudinov       | 424 kg    | Dadash Dadashbayli         | 404 kg | Mehdi Karami               | 400 kg     |
| +109 kg     |                        |           |                            |        |                            |            |
| Arraché     | Varazdat Lalayan       | 215 kg    | Gor Minasyan               | 210 kg | Ali Davoudi                | 206 kg     |
| Épaulé-jeté | Alireza Yousefi        | 262 kg    | Ali Davoudi                | 253 kg | Varazdat Lalayan           | 252 kg     |
| Total       | Varazdat Lalayan       | 467 kg    | Ali Davoudi                | 459 kg | Alireza Yousefi            | 456 kg     |

### Femmes
| Épreuve     | Or              | Or        | Argent                       | Argent     | Bronze               | Bronze |
| ----------- | --------------- | --------- | ---------------------------- | ---------- | -------------------- | ------ |
| 45 kg       |                 |           |                              |            |                      |        |
| Arraché     | Zhao Jinhong    | 87 kg     | Won Hyon-sim                 | 86 kg      | Marta García Rincón  | 75 kg  |
| Épaulé-jeté | Zhao Jinhong    | 113 kg WR | Won Hyon-sim                 | 105 kg     | Phạm Đình Thi        | 97 kg  |
| Total       | Zhao Jinhong    | 200 kg WR | Won Hyon-sim                 | 191 kg     | Phạm Đình Thi        | 170 kg |
| 49 kg       |                 |           |                              |            |                      |        |
| Arraché     | Xiang Linxiang  | 92 kg     | Ri Song-gum                  | 91 kg      | Rosegie Ramos        | 88 kg  |
| Épaulé-jeté | Ri Song-gum     | 122 kg    | Xiang Linxiang               | 120 kg WJR | Lin Cheng-jing       | 107 kg |
| Total       | Ri Song-gum     | 213 kg    | Xiang Linxiang               | 212 kg WJR | Rosegie Ramos        | 193 kg |
| 55 kg       |                 |           |                              |            |                      |        |
| Arraché     | Kang Hyon-gyong | 100 kg    | Zhang Haiqin                 | 97 kg      | Chen Guan-ling       | 93 kg  |
| Épaulé-jeté | Kang Hyon-gyong | 126 kg    | Aleksandra Grigoryan         | 120 kg WJR | Chen Guan-ling       | 118 kg |
| Total       | Kang Hyon-gyong | 226 kg    | Chen Guan-ling               | 211 kg     | Aleksandra Grigoryan | 203 kg |
| 59 kg       |                 |           |                              |            |                      |        |
| Arraché     | Kim Il-gyong    | 108 kg    | Pei Xinyi                    | 107 kg     | Lucrezia Magistris   | 99 kg  |
| Épaulé-jeté | Kim Il-gyong    | 141 kg WR | Pei Xinyi                    | 130 kg     | Yenny Álvarez        | 126 kg |
| Total       | Kim Il-gyong    | 249 kg WR | Pei Xinyi                    | 237 kg     | Yenny Álvarez        | 224 kg |
| 64 kg       |                 |           |                              |            |                      |        |
| Arraché     | Rim Un-sim      | 116 kg    | Ri Suk                       | 115 kg     | Li Shuang            | 107 kg |
| Épaulé-jeté | Ri Suk          | 149 kg WR | Rim Un-sim                   | 140 kg     | Li Shuang            | 134 kg |
| Total       | Ri Suk          | 264 kg WR | Rim Un-sim                   | 256 kg     | Li Shuang            | 241 kg |
| 71 kg       |                 |           |                              |            |                      |        |
| Arraché     | Yang Qiuxia     | 121 kg    | Olivia Reeves                | 120 kg     | Jong Chun-hui        | 116 kg |
| Épaulé-jeté | Olivia Reeves   | 147 kg    | Jong Chun-hui                | 146 kg     | Yang Qiuxia          | 140 kg |
| Total       | Olivia Reeves   | 267 kg    | Jong Chun-hui                | 262 kg     | Yang Qiuxia          | 261 kg |
| 76 kg       |                 |           |                              |            |                      |        |
| Arraché     | Song Kuk-hyang  | 116 kg    | Miyareth Mendoza             | 111 kg     | Sarah Matthew        | 110 kg |
| Épaulé-jeté | Song Kuk-hyang  | 148 kg    | Miyareth Mendoza             | 137 kg     | Bella Paredes        | 136 kg |
| Total       | Song Kuk-hyang  | 264 kg    | Miyareth Mendoza             | 248 kg     | Sarah Matthew        | 245 kg |
| 81 kg       |                 |           |                              |            |                      |        |
| Arraché     | Liao Guifang    | 123 kg    | Mönkhjantsangiin Ankhtsetseg | 116 kg     | Kim Kyong-ryong      | 114 kg |
| Épaulé-jeté | Liao Guifang    | 155 kg    | Sara Ahmed                   | 149 kg     | Kim Kyong-ryong      | 147 kg |
| Total       | Liao Guifang    | 278 kg    | Sara Ahmed                   | 262 kg     | Kim Kyong-ryong      | 261 kg |
| 87 kg       |                 |           |                              |            |                      |        |
| Arraché     | Wu Yan          | 122 kg    | Madias Nzesso                | 114 kg     | Eileen Cikamatana    | 113 kg |
| Épaulé-jeté | Wu Yan          | 150 kg    | Eileen Cikamatana            | 144 kg     | Kim Yong-ju          | 144 kg |
| Total       | Wu Yan          | 272 kg    | Eileen Cikamatana            | 257 kg     | Kim Yong-ju          | 256 kg |
| +87 kg      |                 |           |                              |            |                      |        |
| Arraché     | Li Yan          | 149 kg WR | Park Hye-jeong               | 124 kg     | Son Young-hee        | 118 kg |
| Épaulé-jeté | Li Yan          | 175 kg    | Park Hye-jeong               | 171 kg     | Son Young-hee        | 162 kg |
| Total       | Li Yan          | 324 kg    | Park Hye-jeong               | 295 kg     | Son Young-hee        | 280 kg |

## Tableau des médailles
- Pays organisateur

| Rang  | Nation | Or | Argent | Bronze | Total |
| ----- | ------ | -- | ------ | ------ | ----- |
| 1     | -      | -  | -      | -      | -     |
| Total | Total  | -  | -      | -      | -     |